# Rhizophora
Rhizophora es un género de árboles tropicales con 6 especies aceptadas, pertenecientes a la familia Rhizophoraceae. Su más notable especie es  (Rhizophora mangle).
Estas especies viven en áreas que se inundan diariamente con las mareas de los océanos y se han adaptado con raíces aéreas que se elevan sobre la planta sobre el agua para conseguir respirar oxígeno mientras sus raíces se encuentran sumergidas. También tienen elementos moleculares que eliminan el exceso de sal de sus células. 

## Taxonomía
Rhizophora fue descrito por Carlos Linneo y publicado en Species Plantarum 1: 443, en el año 1753. La especie tipo es: Rhizophora mangle L.
Etimología
Rhizophora: nombre genérico que deriva de las palabras griegas: ριζα (rhiza ), que significa "raíz" y φορος ( phoros ), que significa "de apoyo", refiriéndose a los pilotes de la base.

## Especies
- Rhizophora apiculata Blume
- Rhizophora harrisonii Leechm.
- Rhizophora mangle L.
- Rhizophora mucronata Lam.
- Rhizophora racemosa G.Mey.
- Rhizophora stylosa Griff.